# Skrillex

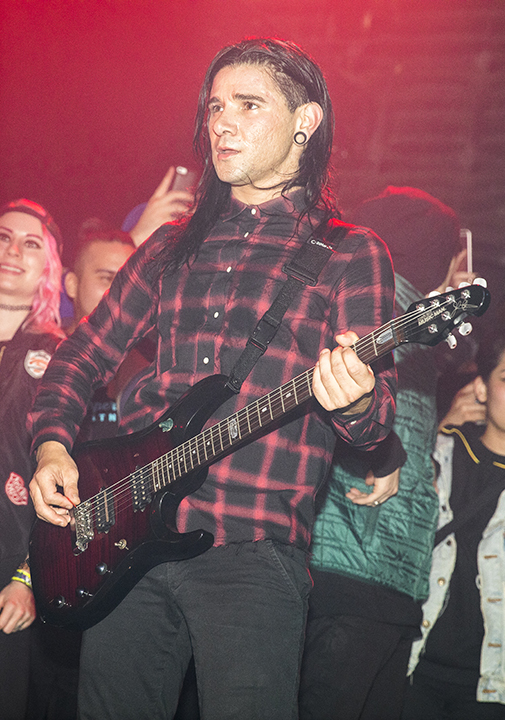
Skrillex (2017)

Skrillex (* 15. Januar 1988 in Los Angeles, Kalifornien; bürgerlich Sonny John Moore) ist ein US-amerikanischer DJ und Musikproduzent im Bereich Dubstep, Brostep, Electro und Trap sowie ehemaliger Frontsänger der Band From First to Last. Er ist außerdem ein Mitglied von Dog Blood (zusammen mit Boys Noize) und Jack Ü (mit Diplo).

## Biografie
Sonny Moore wuchs im Nordosten von Los Angeles auf. 2004, im Alter von 16 Jahren, kam er über MySpace in Kontakt mit Matt Good von der Band From First to Last und wollte dort Gitarre spielen. Nachdem die anderen Bandmitglieder und einige Studioproduzenten ihn singen hörten, wurde er jedoch zum Leadsänger der Band gemacht. Im Juni 2004 veröffentlichten sie ihr Debütalbum Dear Diary, My Teen Angst Has a Body Count bei Epitaph Records. Die Band hatte mehrere erfolgreiche Tourneen und veröffentlichte im März 2006 ihr zweites Album Heroine. Schließlich bekam Sonny Stimmprobleme und unterzog sich erfolgreich einem chirurgischen Eingriff. Am 27. Februar 2007 verkündete er dennoch, dass er die Band verlassen würde, um sich einer Solokarriere zu widmen.
Erst veröffentlichte er einige Demos auf seiner MySpace-Seite und nach einigen Monaten ging er mit Team Sleep auf Tournee. Im Februar 2008 verkündete das Alternative Press Magazine die zweite jährliche AP-Tournee mit All Time Low, The Rocket Summer, The Matches, Forever the Sickest Kids und Sonny Moore. Während der Tournee umfasste Sonnys Besetzung Sean Friday am Schlagzeug, Christopher Null als Gitarrist und Aaron Rother am Keyboard.
2008 begann Sonny auch Musik zu produzieren und hatte unter dem Pseudonym Skrillex Auftritte in verschiedenen Clubs in der Region um Los Angeles. Am 7. April 2009 erschien mit Gypsyhook EP seine erste Extended Play mit drei Songs und vier Remixen. Diese wurde unter seinem Vornamen Sonny veröffentlicht. Er ging erneut mit verschiedenen Bands auf Tournee und trat im April 2009 mit der Band Hollywood Undead als Sonny and the Blood Monkeys auf.
Seine erste Produktion unter dem Namen Skrillex veröffentlichte er am 7. Juni 2010 mit der EP My Name Is Skrillex, die er als freien Download zur Verfügung stellte. Im Sommer 2010 arbeitete er mit der Metalcore-Band Bring Me the Horizon an deren drittem Studioalbum There Is a Hell, Believe Me I’ve Seen It. There Is a Heaven, Let’s Keep It a Secret. Schließlich wurde er von Deadmau5 auf dessen Musiklabel mau5trap Recordings unter Vertrag genommen und veröffentlichte auf diesem seine zweite EP Scary Monsters and Nice Sprites.

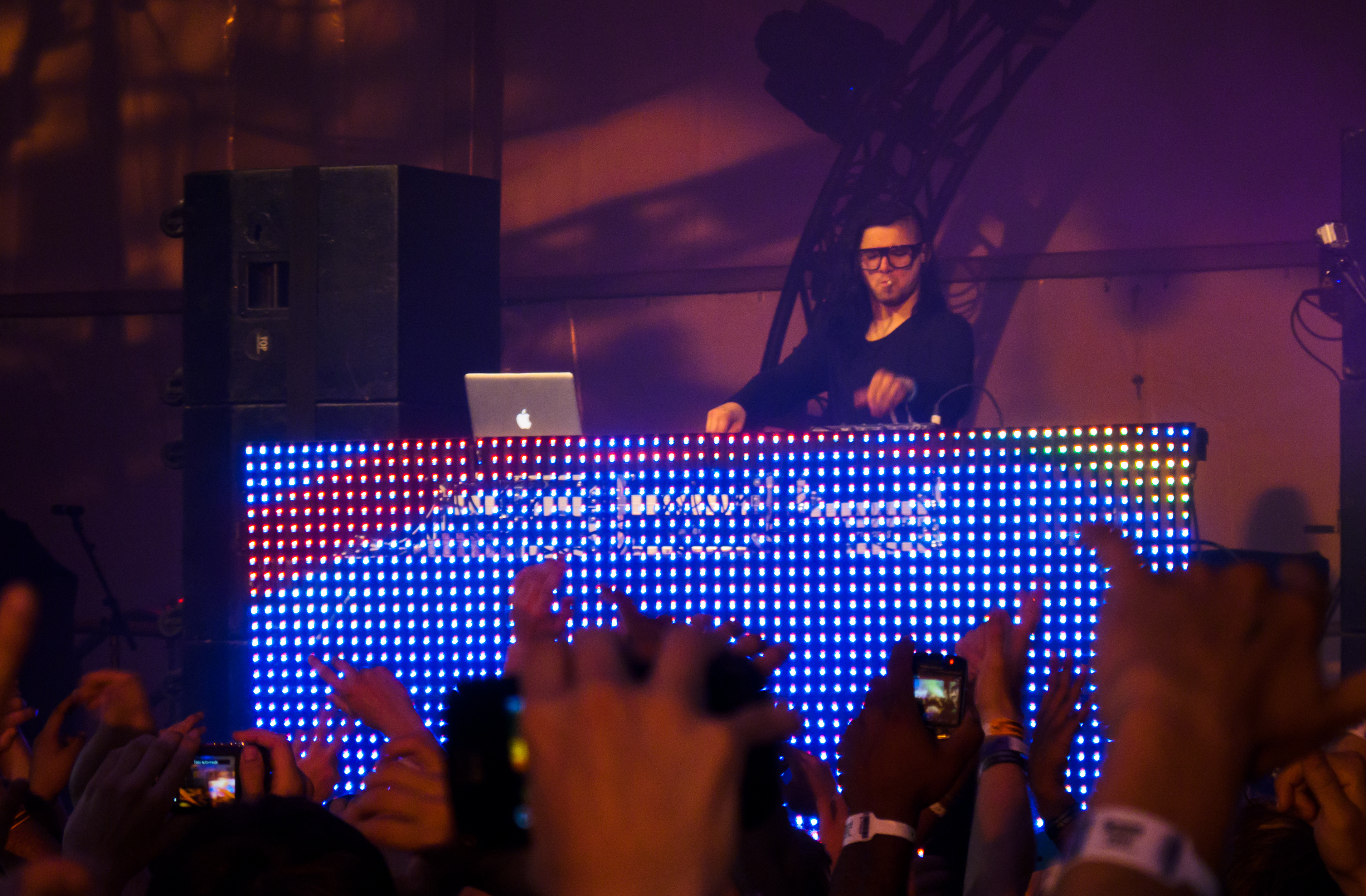
Skrillex auf dem Sasquatch Music Festival 2011

Im April 2011 veröffentlichte die Band Korn den Song Get Up!, den Skrillex produzierte. Der Song wurde auf ihrer Facebook-Seite als freier Download zur Verfügung gestellt. Am 15. April 2011 kam Korn außerdem auf die Bühne während dessen Set am Coachella-Musikfestival 2011 und hatte einen kurzen Auftritt.
August 2011 gründete Skrillex sein Plattenlabel OWSLA. Im September 2011 veröffentlichte Skrillex den Titelsong für die Neuauflage des Computerspiels Syndicate. 2011 konnte sich Skrillex auch erstmals in der Wahl der Top 100 DJs von DJ Mag platzieren und kam auf Platz 19. Es war der höchste Neueinstieg in die Liste in jenem Jahr. Im November 2011 wurde er fünfmal für den Grammy Award nominiert, darunter „Bester neuer Künstler“ und „Bestes Musikvideo“, von denen er im Februar 2012 drei gewonnen hat („Beste Dance-Aufnahme“, „Bestes Electronic/Dance-Album“ und „Beste Remix-Aufnahme“). Beim Sound of 2012 der BBC belegte er als prominentester der 15 Kandidaten Platz 4. Auch bei den Grammy-Verleihungen 2013 wurde Skrillex für die „Beste Dance-Aufnahme“ und das „Beste Electronic/Dance-Album“ ausgezeichnet.
Von 2011 bis Oktober 2012 war Sonny Moore mit der britischen Singer-Songwriterin Ellie Goulding liiert.
Sein Album Recess erschien am 14. März 2014 in Deutschland.
Am 5. August 2016 erschien die Single Purple Lamborghini mit dem US-amerikanischen Rapper Rick Ross. Die Single ist der Soundtrack des US-amerikanischen Actionfilms Suicide Squad.
Am 15. Januar 2017 erschien die Single Make War, die er zusammen mit der Band From First to Last aufgenommen hatte (Sonny ist der ehemalige Leadsänger der Band und der Song erschien an seinem Geburtstag). Die Single wurde unter seinem Label OWSLA veröffentlicht.
Außerdem erschienen 2017 die Single Would You Ever mit Poo Bear und Skrillex' Remix von Kendrick Lamars Single Humble.
Am 17. Februar 2023 veröffentlichte Skrillex sein zweites Album Quest For Fire, das eine Mischung aus bereits veröffentlichten Singles und neuen Songs enthält und eine Reihe von Genres mit Künstlern wie Flowdan, Porter Robinson und Fred Again umfasst. Die Kritik war im Allgemeinen positiv, Ben Jolley vom New Musical Express schrieb, dass "[Skrillex'] Rückkehr dem Hype weitgehend gerecht wird", indem er "oft Nostalgie kanalisiert", aber auch kommentierte, dass "dem Album eine klare Erzählung oder ein übergreifendes Thema fehlt".
Während eines Auftritts am 18. Februar 2023 im ausverkauften Madison Square Garden mit Four Tet und Fred Again, veröffentlichte Skrillex sein drittes Studioalbum Don't Get Too Close, weniger als zwei Tage nach der Veröffentlichung von Quest For Fire.
Skrillex beteiligte sich an einem Brainstorming im Rahmen der Entstehung des am 29. September 2023 erschienenen Liedes This Is Home von dem Album i/o im Heimstudio von Peter Gabriel. Skrillex wollte einen Song schreiben, in dem es darum geht, die ganze Nacht in einem Nachtclub aufzubleiben. Gabriel bevorzugte jedoch mehr ein Lied über die Familie und das Zuhause, da er dies mehr als Teil seines Lebens ansah. Peter Gabriel bezeichnet This Is Home als Liebeslied.
Am 1. April 2025 veröffentlichte Skrillex sein fünftes Album Fuck U Skrillex You Think Ur Andy Warhol But Ur Not!! <3, das sowohl neue als auch zuvor unveröffentlichte Songs enthält. Einige dieser Tracks wurden bereits in 2010 und den folgenden Jahren produziert. Am Tag vor dem Release teilte Skrillex das Album via Dropbox mit den Abonnenten seines E-Mail Newsletters. Bereits 2024 teilte Skrillex auf X mit, dass dies sein letztes Album beim Label Atlantic Records sein würde und er fortan als Independent-Künstler arbeiten wolle.

## Diskografie

Logo von Skrillex

Studioalben

| Jahr | Titel Musiklabel                                                     | Höchstplatzierung, Gesamtwochen, AuszeichnungChartplatzierungen (Jahr, Titel, Musiklabel, Platzierungen, Wochen, Auszeichnungen, Anmerkungen) | Höchstplatzierung, Gesamtwochen, AuszeichnungChartplatzierungen (Jahr, Titel, Musiklabel, Platzierungen, Wochen, Auszeichnungen, Anmerkungen) | Höchstplatzierung, Gesamtwochen, AuszeichnungChartplatzierungen (Jahr, Titel, Musiklabel, Platzierungen, Wochen, Auszeichnungen, Anmerkungen) | Höchstplatzierung, Gesamtwochen, AuszeichnungChartplatzierungen (Jahr, Titel, Musiklabel, Platzierungen, Wochen, Auszeichnungen, Anmerkungen) | Höchstplatzierung, Gesamtwochen, AuszeichnungChartplatzierungen (Jahr, Titel, Musiklabel, Platzierungen, Wochen, Auszeichnungen, Anmerkungen) | Anmerkungen                                  |
| Jahr | Titel Musiklabel                                                     | DE | AT | CH | UK | US | Anmerkungen                                  |
| ---- | -------------------------------------------------------------------- | --- | --- | --- | --- | --- | -------------------------------------------- |
| 2014 | Recess Owsla (WMG)                                                   | DE28 (2 Wo.)DE | AT14 (4 Wo.)AT | CH11 (5 Wo.)CH | UK13 (4 Wo.)UK | US4 (15 Wo.)US | Erstveröffentlichung: 14. März 2014          |
| 2015 | Skrillex & Diplo Present Jack Ü Owsla (WMG)                          | — | — | — | — | US26 Platin · (45 Wo.)US | Erstveröffentlichung: 1. März 2015 mit Diplo |
| 2023 | Quest for Fire Owsla (WMG)                                           | — | AT49 (1 Wo.)AT | CH57 (1 Wo.)CH | UK78 (1 Wo.)UK | US51 (1 Wo.)US | Erstveröffentlichung: 17. Februar 2023       |
| 2023 | Don’t Get Too Close Owsla (WMG)                                      | — | — | — | — | — | Erstveröffentlichung: 18. Februar 2023       |
| 2025 | F*ck U Skrillex You Think Ur Andy Warhol But Ur Not!! <3 Owsla (WMG) | — | — | — | — | US69 (… Wo.)US | Erstveröffentlichung: 01. April 2025         |

## Auszeichnungen
- Grammy Awards:
  - 2012 für Bester Remix mit Cinema von Benny Benassi
  - 2012 für Bestes Dance/Electronica Album mit Scary Monsters and Nice Sprites
  - 2012 für Beste Dance-Aufnahme mit Scary Monsters and Nice Sprites
  - 2013 für Bestes Dance/Electronica Album mit Bangarang
  - 2013 für Beste Dance-Aufnahme mit Bangarang
  - 2013 für Bester Remix mit Promises von Nero
  - 2016 für Beste Dance-Aufnahme mit Where Are Ü Now
  - 2016 für Bestes Dance-/Electronica-Album mit Skrillex and Diplo Present Jack Ü